# Max Götze
Max Richard Paul Götze (Toruń, 13 ottobre 1880 – Berlino, 29 ottobre 1944) è stato un pistard tedesco.

## Palmarès

### Olimpiadi
- Argento a Londra 1908 nell'inseguimento a squadre.

### Olimpiadi intermedie
- Argento a Atene 1906 nel tandem.